# Ospedale di San Leonardo (York)

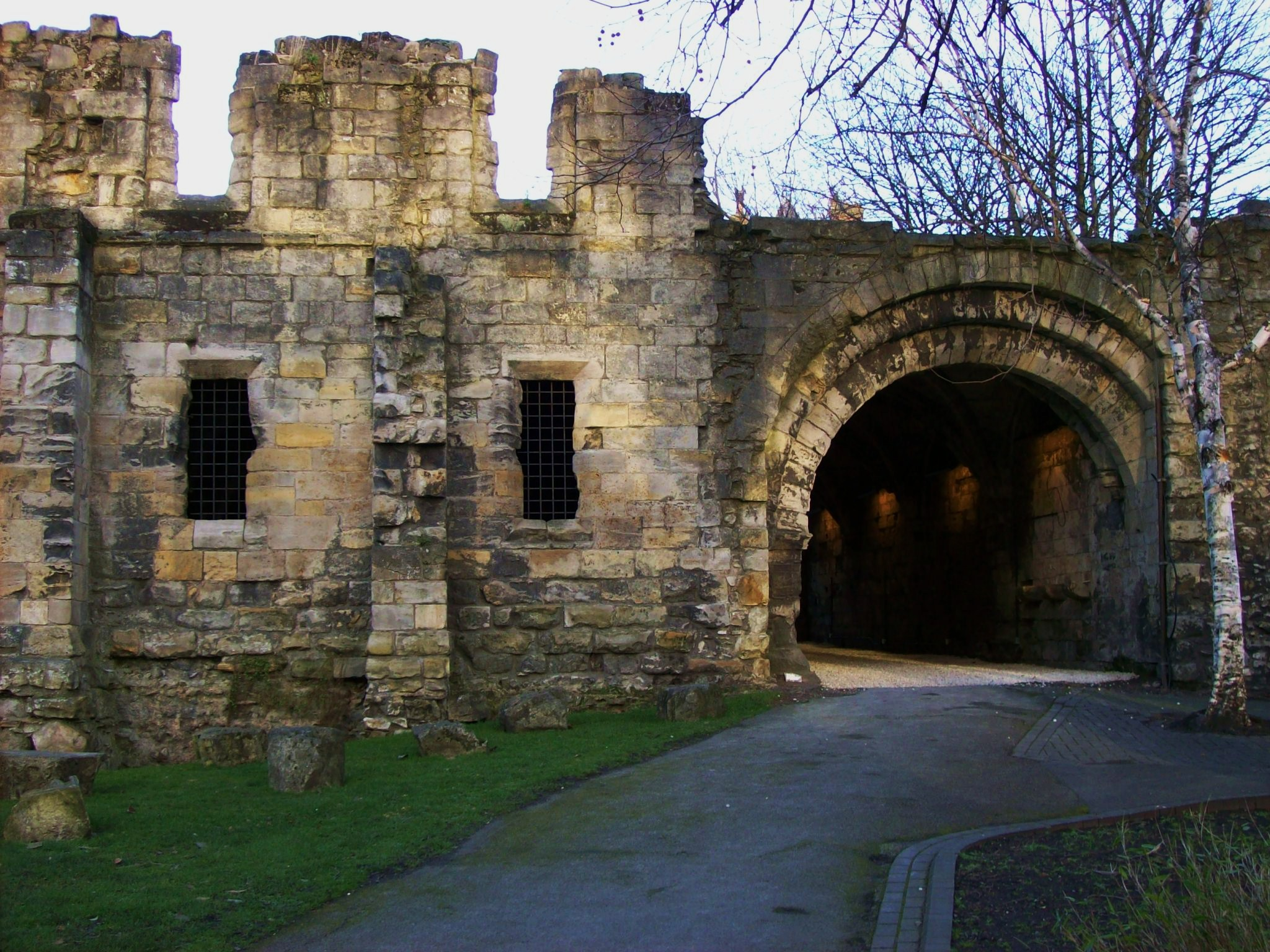

L'ospedale di San Leonardo era, all’inizio del XIV secolo, il più grande ospedale del nord dell’Inghilterra. L’ospedale, che era anche un monastero, si prendeva cura dei poveri e dei malati che si presentavano alle sue porte. Esso era gestito da un gruppo di religiosi che vivevano secondo la Regola di sant'Agostino, guidati da un rettore. La vita dell’ospedale, dal 796 fino alla sua conclusione erogò servizi sanitari e di tutela della popolazione più indigente, ma dovette fare i conti con i rivolgimenti politici che si svilupparono attorno ad esso e che furono la causa della sua dissoluzione nel 1539.

## La fondazione
Già prima della Conquista normanna, esisteva in Inghilterra una rete di ospedali, fondati e gestiti dal clero locale. I principali erano l’ospedale di Canterbury, quello di Winchester, e quello di Worcester, tutti sviluppati attorno alle rispettive chiese cattedrali. Le attività svolte erano cibo e riparo per malati, poveri e pellegrini. Una attività analoga veniva erogata anche dai monasteri. La gestione degli ospedali veniva controllata dai vescovi. Fu Alcuino di York per primo a sostenere la fondazione di un ospedale a York, nel 796, sollecitando il vescovo locale. Secondo l’unica fonte disponibile (“Historia Fundationis” composta pero' solo nel 1173, molti secoli dopo), anche l’Ospedale di San Leonardo di York sarebbe nato prima della conquista Normanna dell’Inghilterra (1066). Il fondatore sarebbe stato Athelstan, re degli Anglosassoni (924) e poi degli Inglesi (927), descritto come re forte e pio. Dopo una sua azione militare contro gli Scotti, che portò a gravi danni alla popolazione locale, avrebbe ispezionato il nord del suo regno e in particolare Durham e York, facendo donazioni al clero per le attività di sostegno che esso svolgeva per le popolazioni più povere. L’ospedale, che inizialmente ebbe nome di San Pietro, ricevette la rendita perpetua di 24 covoni di grano all’anno per ciascun aratro della zona (detto Petercorn cioè  “grano di San Pietro”), per l'assistenza che offriva ai poveri del luogo. 
La conquista normanna provocò gravi devastazioni e fame in tutta l’Inghilterra, peggiorando le condizioni di vita degli abitanti. York subì gravi danni, la cattedrale venne distrutta. Guglielmo II (1070 – 1110), figlio di Guglielmo il Conquistatore, confermò attorno al 1090 il conferimento dei covoni all’ospedale con l’obbiettivo di mantenere le attività di ospitalità e di carità. L’ospedale danneggiato venne spostato e ricostruito.

## La crescita
Attorno al 1132 si ha notizia di un primo rettore dell’ospedale: “Robert or the hospital”, non nobile, chierico vicino al vescovo e favorevole alla riforma della Chiesa e alla adozione della regola agostiniana da parte dell’ospedale. Roberto fu molto impegnato a trovare fondi per finanziare e quindi estendere le attività di beneficenza dell’ospedale. Iniziò anche a costruire una rete di piccoli ospedali nello Yorkshire collegati a San Leonardo, assieme al vescovo Thurstan di York. Il re Enrico I (1100-1135) favorì questi sviluppi assegnando al vescovo le rendite di nuove chiese, per il sostegno degli indigenti locali. Sempre nello stesso periodo l'ospedale iniziò ad acquisire proprietà nella contea
In questo periodo l’ospedale adottò la regola agostiniana e si rese più indipendente dal capitolo della cattedrale. Gli agostiniani dovevano fare voto di povertà, castità e obbedienza, ma rispetto ad altri ordini religiosi del tempo avevano maggiore libertà di movimento e questo permetteva loro di gestire strutture complesse come gli ospedali.
Due eventi interruppero questa fase di crescita: l’incendio dell’ospedale (1137) e la morte di Thurstan, che innescò lotte per l’elezione del nuovo vescovo. Fini' quindi un periodo di collaborazione, mai più realizzata in seguito, fra rettore, vescovo, capitolo della cattedrale e Corona. Inoltre l’Inghilterra entrò nel periodo di anarchia e di guerra civile fra il re, Stefano di Blois (1135-1154) e i suoi avversari che sostenevano Mathilda, figlia del defunto Enrico I. Stefano intervenne per aiutare la ricostruzione dell’ospedale e gli assegnò terre e rendite.
Nonostante la situazione di incertezza del periodo, in Inghilterra aumentarono le fondazioni di grandi case di cura e si estese l’assunzione della regola agostiniana.  La Corona iniziò a percepire l’importanza di un suo patronage sugli ospedali, per diverse ragioni: prestigio, consenso, peso economico dell'ospedale nella città, suo ruolo politico. In sostanza l’ospedale era diventato un importante ed influente centro di potere. Inoltre il ruolo di rettore risultava adatto a retribuire, per il loro servizio al re, figure di secondo piano della Corte. In questo periodo l’ospedale venne dedicato a San Leonardo, a seguito della costruzione di una cappella interna dedicata al santo.
Le donazioni testamentarie e le offerte a favore dei poveri aumentano nel corso del Duecento: terreni, chiese private, mulini, rendite ed anche proprietà in città. Le proprietà dell’ospedale vennero riconosciute e difese da editti reali e papali. Il papa Alessandro III sostenne l’ospedale concedendo nuove immunità fiscali.
Formalmente San Leonardo restò sotto il capitolo della cattedrale, che ne nominava il rettore e ne aveva il diritto di visita, cioè il controllo dei conti e del rispetto della disciplina. La amministrazione cittadina, che nel frattempo stava allargando l’area della propria autonomia, iniziò a cercare di ridurre i diritti giurisdizionali e l’immunità degli enti cittadini, fra cui l’ospedale. In questo periodo iniziò la pratica, da parte dei malati, di restare a vita all’interno dell’ospedale, sia tramite donazione di propri beni, sia per manifesta impossibilità di poter sopravvivere al di fuori di esso. In sostanza i malati non indigenti cedevano i loro beni in cambio di una accoglienza “a vita” in San Leonardo. I rettori accettarono spesso questi doni, perché contribuivano ad aumentare le proprietà dell’ospedale e quindi il suo reddito nel breve termine. Tali scelte, entrambe orientate verso una forma primitiva di sicurezza sociale, risultarono rischiose per l’equilibrio dei conti dell’ospedale nel lungo termine, nel momento in cui il costo di mantenimento e supporto dei pazienti fissi crebbe e divenne sempre più oneroso, molto di più elevato di quanto incassato inizialmente.
Nel 1255 Enrico III (1216-1272) confermò il diritto al Petercorn. È un primo segnale dell’avvicinamento del re all’ospedale, cercato sia da Enrico III che Edoardo I (1272-307).  Nella seconda metà del XIII secolo San Leonardo divenne una delle istituzioni più ricche di York, terza dopo la cattedrale e l’abbazia di S.Mary e il ruolo di rettore suscitò interessi da parte del vescovo, del capitolo della cattedrale, della corona e della borghesia ricca di York.
Iniziarono però i primi segnali di squilibrio economico fra entrate e uscite. Nel 1275 il re ne approfittò per inviare degli amministratori straordinari con il mandato di controllare l’operato del rettore, poiché l’ospedale era in perdita, riaffermando così il patrocinio della corona sugli ospedali.
La dipendenza dal capitolo della cattedrale era ancora in vigore nel 1276, poiché la visita ispettiva dell’ospedale in quella data venne ancora guidata dal decano del capitolo. Approfittando di una disputa sulla nomina del rettore fra capitolo e amministrazione cittadina nel 1280, Edoardo I riuscì ad imporre definitivamente il suo patronage sull’ospedale. Ora era il re che nominava il nuovo rettore, suoi erano gli ufficiali che eseguivano le visite di controllo amministrativo. Per riscuotere il Petercorn a favore dell’ospedale, a fronte di crescenti resistenze da parte dei contadini della contea, la corona incaricò i propri sceriffi, lanciando così un segnale inequivocabile del suo patronage sull’ospedale.  Questo interesse della corona derivava anche dal fatto che Edoardo I fu spesso a York per guidare le campagne contro gli scozzesi. La rete di fattorie di proprietà dell’ospedale vennero usate come importante supporto logistico per il suo esercito.
I rettori iniziarono ad essere espressi dal re e scelti fra gli ex ufficiali del regno o fra persone fidate della corte.  Uno di essi era un cugino illegittimo della regina, impiegato del re e canonico di York. Nei regni di Edoardo I e di Edoardo III (1327-1377) i rettori furono spesso il Tesoriere o il Cancelliere del re.
Il regno di Edoardo II (1307-1327) fu invece caratterizzato da frequenti cambiamenti di rettore, a seguito della grande instabilità politica e delle lotte di fazioni attorno alla corona. Con Edoardo III i rettori vennero scelti localmente, ma erano spesso provenienti dagli uomini al servizio della corona o della regina. La direzione dell’ospedale era divenuta un beneficio per ricompensare membri di famiglie locali vicine al re. Si registrarono casi di arricchimento personale di alcuni rettori a spese delle casse dell’ospedale. Nel 1384 fu il Cancelliere del Regno a dirigere una importante visita di controllo, per verificare lo stato dell’ospedale e la sua cassa.
Con Riccardo II (1377-1399) ritornò l'instabilità già vissuta con Edoardo II. Il re scelse i rettori fra suoi i suoi sostenitori basati a Londra e non a York. Si verificarono casi di corruzione che generarono ostilità in città verso di loro: l’ambiente all’interno dell’ospedale era ora totalmente diverso rispetto a quello delle motivazioni religiose dell’alto medioevo.
Nel ‘400 si delineò una nuova figura di rettore, che non veniva più scelto fra gli ufficiali della corte, ma che proveniva dalle famiglie della piccola aristocrazia locale (Gentry), con proprietà terriere attorno a York.  Molti fra loro appartenevano allo stesso gruppo familiare. La durata della carica di rettore si allungò poiché non c’era più un coinvolgimento nella lotta di fazioni attorno alla corte. In sostanza il re non era più interessato ad intervenire nella nomina del rettore di sua fiducia. La gestione dell’ospedale in lenta e progressiva decadenza non rappresentava più un beneficio conteso fra i membri delle fazioni della Corte. Nel XVI secolo si ebbero solo 3 rettori, non molto attivi.

## La struttura dell’ospedale e i servizi
L’ospedale era guidato da un rettore, da circa 13 frati, vari operatori laici, 8 suore, alcuni chierici, alcuni servi.  Il rettore era spesso un chierico, ma poteva anche essere un laico, nel qual caso doveva fare voto di rinuncia ad ogni tipo di proprietà. Nessuno in ospedale poteva accettare regali o pagamenti dagli ospiti; L’obbiettivo dell’ospedale era la cura dei “Pauperes Christi” (poveri di Cristo), cioè dei poveri, dei deboli, degli ammalati e degli orfani, in sostanza di tutti quelle figure che non erano in grado di sopravvivere solo con le proprie forze. Le motivazioni che spingevano frati e laici verso tali attività derivano dai molti passi dei Vangeli in cui si indica come dovere di ogni cristiano il prendersi cura dei deboli. Il passo più significativo in proposito è quello relativo alle 6 opere di Carità, in cui si dice che il primo dovere di ogni cristiano è aiutare gli altri esseri umani nel momento del bisogno. Farlo è come aiutare Cristo, che viene quindi identificato con la figura dei Pauperes. Questi insegnamenti furono molto sentiti nel cristianesimo medievale.
Il rettore era il responsabile della gestione dell’ospedale. Egli possedeva le chiavi necessarie per accedere alla cassaforte dove erano custoditi lo statuto, il denaro e il cartolario dell’ospedale. Tutti i membri dell’ospedale dipendevano da lui, anche dal punto di vista del comportamento e della disciplina, oggetto di molte norme interne e di visite ispettive da parte di vescovi e di ufficiali del re. Poiché le più importanti decisioni operative ed economiche erano prese da lui, il buon andamento dell’ospedale dipendeva fortemente dalle sue motivazioni e dalle sue scelte. L’arrivo di rettori non più nominati dal basso, ma scelti fra uomini che la corona intendeva in qualche modo retribuire, come accadde a partire dalla fine del secolo XIII, significò spesso l’inizio di dissesti economici, che indebolirono progressivamente l’ospedale. 
I 13 frati si occupavano del funzionamento dell’ospedale: acquisti di cibo e di materiali necessari, controllo dei conti, accettazione alle porte, raccolta di elemosine. Queste attività erano intercalate all’interno di un fitto orario di preghiere comuni nella cappella dell’ospedale. I frati dormivano in camerata e mangiavano assieme, in silenzio.
I lavori manuali più pesanti o specialistici erano prestati dai laici, in numero variabile nel tempo. Si trattava di artigiani specializzati per eseguire le opere necessarie: cuochi, fabbri, falegnami, carpentieri, operai, lavandaie. Dopo la peste del 1348, il reclutamento dei laici divenne sempre più difficile , sia per la mancanza di personale, sia per la fine della grande spinta religiosa, che aveva dato corpo allo sviluppo degli ospedali in tutta Europa dalla seconda metà dell'XI secolo.
Le 8 suore si prendevano cure dei malati, servendo loro il cibo, alimentandoli se necessario, provvedendo alla loro pulizia personale e fornendo le pochissime cure al tempo disponibili.
La frequente attività religiosa (messe, erogazione di sacramenti, preghiere comuni) era organizzata dai chierici interni dell’ospedale.
Vi erano infine dei non meglio identificati servitori, che lavoravano a supporto del rettore.
I pazienti avevano a disposizione dei letti, a volte condivisi, mangiavano due volte al giorno pane, birra e companatico e avevano ricambi di biancheria. Potevano restare in ospedale fino alla guarigione. Se erano ne erano in grado, dovevano lavorare all’interno dell’ospedale. Erano ospitati anche un massimo di 32 orfani, tutti affidati a una sola donna.
Per tutti gli operatori vigeva il divieto assoluto di ricevere compensi personali dagli ospiti, pena l’espulsione e il divieto di essere seppelliti nel cimitero dell’ospedale (beneficio, quest’ultimo, molto apprezzato dallo zelo religioso del tempo).

## Le fonti di reddito
L’economia dell’ospedale era basata sulle vendite o delle produzioni agricole provenienti dalle proprietà terriere, dal Petercorn (cioè 24 covoni di grano all’anno, per ogni aratro nelle contee di York, Lancaster, Westmorland e Cumberland) e dagli affitti di terre o immobili in città. In particolare, quattro grandi proprietà , di cui 3 in un raggio di 10 miglia da York, fornivano il maggior contributo alla produzione agricola e all’allevamento. Il resto delle medie e piccole proprietà era disperso in tutta la contea ed era più difficile da gestire. Dopo la Peste Nera del 1348 i redditi agricoli non tennero il passo con l’aumento dei prezzi e il Petercorn venne disertato da molti agricoltori in difficoltà. Nel XV secolo aumentarono le cause contro i fittavoli morosi, al punto che divenne rettore un avvocato (1432), ma dalla seconda metà del ‘400 ampi settori della Gentry (la piccola nobiltà in crescita) si rifiutarono di pagare, approfittando anche di scontri fra una forte famiglie locale (i Neville) ed il re (rivolta dell'East Riding nel 1469). Edoardo IV ( 1471-1483), per raffreddare la ribellione, acconsentì alla cancellazione del Petercorn e questo fu un colpo pesante per l’economia dell’ospedale: gli ospiti, che erano arrivati a 130 nel 1461, calarono progressivamente a meno di sessanta.
A partire dal ‘300 l’allevamento delle pecore divenne una fonte importante di entrate: vendita della lana e vendita delle pecore. Dalla metà ‘300 la gestione diretta dei mansi diminuì e crebbe l’affitto a terzi, l’ospedale non sembra capace di competere con i nuovi imprenditori della terra, cioè la gentry , portatrice di nuovi riferimenti ideali orientati al profitto individuale invece che alla beneficenza verso i bisognosi.
Minori fonti di entrata furono anche i mulini ad acqua e a vento, in parte donati da Enrico III; in seguito però l’ospedale si mostrò incapace di gestirli e nel 1460 il re revocò la lettera patente con cui erano stati assegnati: un altro segno della decadenza gestionale dell’ospedale.
Infine vanno considerati la vendita di legname per costruzione, prodotto nei boschi e la produzione della torba come combustibile. Gli affitti di proprietà terriere o di immobili ricevute in dono calarono a causa della riduzione della domanda dopo la peste. Le decime e le offerte raccolte dalle chiese distribuite sulle proprietà dell’ospedale o assegnate ad esso rimasero stabili a lungo, per poi calare nel corso del Trecento, a seguito della cessione di alcune chiese a terzi.
In sintesi le entrate totali ammontavano a 1.262 sterline nel 1287, di cui ben 460 legate al Petercorn. Nel 1399 cresce la componente dovuta agli affitti, a seguito della cessione a terzi di molte attività agricole, ma è in calo il Petercorn, il totale arriva a poco più di 1.000 sterline. Nel 1469 la perdita definitiva del Petercorn fu critica, anche se da lungo tempo preannunciata, data la progressiva evasione nei decenni precedenti. La conseguenza fu un progressivo calo dei pazienti.

## Il declino[16]
A partire dalla seconda metà del quindicesimo secolo il calo delle rendite si aggravò e si ridusse la capacità dell’ospedale di supportare ospiti e di distribuire elemosine alle porte. Le due cause di crisi per i conti dell’ospedale furono la fine del Petercorn e la cattiva gestione di molti rettori.  L’amministrazione civica intervenne per contenere la pressione dei miserabili in città: dal 1482 agli anni Cinquanta del sedicesimo secolo essa emise una serie di norme per impedire l’entrata di poveri in città e per espellere i “poveri indolenti”, cioè i poveri sani che non trovavano lavoro. Si creò il “master beggar” cioè il capo dei poveri, che ne sorvegliava il numero e che poteva imprigionare e tenere per tre giorni a pane e acqua i poveri non autorizzati a chiedere l’elemosina. La peste del 1538 venne associata alla presenza dei poveri, che vennero espulsi da York.
Negli stessi anni, il Parlamento di Londra, con l’Atto di Supremazia (1534), riconobbe Enrico VIII (1509-1547) come capo della Chiesa di Inghilterra, che si separava dalla Chiesa Cattolica di Roma, dando inizio alla Riforma Protestante nel regno di Inghilterra.
A seguito della rottura con il cattolicesimo romano, nel 1536 il re promulgò l’Atto di Dissoluzione dei conventi, con la confisca delle relative proprietà, che comprendevano circa un quarto di tutta la terra coltivata in Inghilterra, da parte della corona.  La vendita di queste proprietà permise al re di finanziare la guerra contro gli scozzesi e le ingenti spese di corte. La soppressione dei monasteri portò allo sbandamento degli ordini religiosi, che gestivano tutti gli ospedali del regno. A partire dal 1539 l’ospedale di San Leonardo scompare dalla documentazione storica disponibile: l’ospedale non è riuscito a sopravvivere a una pesantissima crisi politica ed economica. Nonostante una ribellione nel 1536 a York, mirata a ripristinare gli ordini religiosi e l'ospedale, schiacciata dall’esercito del re, la rete di supporto alla povertà rappresentata dagli ospedali e dai conventi venne definitivamente smantellata.